# City of Unley
City of Unley is een Local Government Area (LGA) in de Australische deelstaat Zuid-Australië.